# メフィスト (プロレスラー)
メフィスト（Mephisto、1968年12月10日 - ）は、メキシコのプロレスラー。メキシコシティ出身。
父は日本の団体であるW★INGプロモーションに参戦した経験のあるカオス。叔父にエル・ギャロ・ギロ。従兄弟にIWRG、AAAを主戦場にしているアストロ・デ・プラタ。IWRG、チランガ・マスク（Chilanga Mask）を主戦場にしているアストロ・レイ・ジュニア。

## 来歴
父であるカオスの元で英才教育を受けて1988年7月、UWA（Universal Wrestling Association）にてカオス・ジュニア（Kahoz Jr.）のリングネームでプロレスラーデビューを果たす。
1992年10月、メキシコのメジャー団体であるEMLLと契約を交わして入団。リングネームをアストロ・レイ・ジュニア（Astro Rey Jr.）へと変更して活動。
1995年、アルカンヘル・デ・ラ・ムエルテやドクトル・ワグナー・ジュニアといったトップレスラー達とタッグを組む機会が多くなり11月17日にはNWA世界ミドル級王座争奪トーナメントに出場。1回戦でエル・イホ・デル・サントの胸を借りて対戦するが敗戦した。
1996年、東京プロレスへの参戦で初来日を果たす。アストロ・ジュニア（Astro Jr.）のリングネームで月光、増田明彦などと対戦。
1997年1月21日、1Dayタッグトーナメントであるトルネオ・デ・パレージャスにスペル・アストロと組んで優勝を飾る。タイトルを獲得した事をきっかけにステップアップし、10月よりリングネームをセンデーロ（Sendero）へと変更。エル・イホ・デル・ソンタリオ、オリンピコなどといったレスラー達と組んで出場。
1998年10月17日よりリングネームをアストロ・レイ・ジュニアへと戻す。
1999年1月31日、メキシカンナショナルウェルター級王座を保持するアルカンヘル・デ・ラ・ムエルテに挑戦するが敗戦してベルトを奪取するに至らなかったが、3月22日に再び王座戦が組まれリベンジを果たすと共に王座を戴冠した。
2000年8月4日、Entre Torre Infernalにて行われたマスカラ・コントラ・マスカラ・トルネオ・シベルネティコに出場して勝者となる。
2001年8月26日、ギミックをファウストに登場する悪魔であるメフィストフェレスに由来したメフィスト（Mephisto）へと変更し、ブラック・ウォリアーと組んでトルネオ・デ・パレージャスに出場するが準決勝で敗退。9月よりエル・サタニコが率いるユニットであるロス・インフェルナレスにメンバー入り。9月28日、CMLL年間最大のイベントである68. Aniversarioにてマスカラ・コントラ・マスカラ・スティールケージマッチに出場。エル・サタニコと協力してアベルノをサポートして勝者に導く。
2002年、ウルティモ・ゲレーロ率いるロス・ゲレロス・デル・インフェルノと抗争を展開。6月23日、Guadalajara Domingosにてエル・サタニコ & アベルノと組んでメキシカンナショナルトリオ王座を保持するサファリ & オリンピコ & ミステル・ニエブラに勝利してベルトを奪取。
2003年7月より開始されたCMLL世界トリオ王座挑戦権争奪トーナメントではエル・サタニコ & アベルノと組んで出場し、優勝を飾って挑戦権を獲得。8月1日、王者チームであるブラック・タイガー & ドクトル・ワグナー・ジュニア & ウニベルソ・ドスミルと対戦するが王座を奪取するに至らなかった。11月にはメキシカンナショナルトリオ王座争奪トーナメントに敗戦してからチーム間に亀裂が生じ始め、12月にエル・サタニコはユニットから離脱。抗争を開始。
2004年2月24日、Martes de ColiseoにてCMLL世界ウェルター級王座を保持するエル・サタニコと対戦して勝利し、ベルトを奪取すると共にアベルノと襲撃して追い打ちをかけた。6月からはアベルノとのタッグでCMLL世界タッグ王座に照準を絞り活動するが、これをきっかけに名実共にCMLLのトップルードタッグへと急成長を遂げる。
2005年4月1日、Super Viernesにてアベルノと組んでCMLL世界タッグ王座を保持するアトランティス & ブルー・パンテルに挑戦して勝利。ベルトを奪取して二冠王になる。8月よりミスティコ、ラ・マスカラといった急浮上してきた若い世代のリンピオと激闘を繰り広げる。
2006年12月、オンブレ・シン・ノンブレからギミックを変更したエフェストを仲間に迎え、ラ・トリアダ・デル・テラーなるトリオユニットを結成。2007年4月10日、Guadalajara MartesにてミスティコとCMLL世界ウェルター級王座戦を行い敗戦。ベルトを奪取されてしまい王座陥落するが防衛期間1141日という最長記録を打ち立てた。
2008年1月より開始されたCMLL世界タッグ王座挑戦権争奪トーナメントにアベルノと組んで出場。優勝を飾り挑戦権を獲得。2月1日、CMLL世界タッグ王座を保持し、長らく因縁のあるロス・ゲレロス・デル・アトランティーダ（アトランティス & ウルティモ・ゲレーロ）に挑戦して勝利。ベルトを奪取。10月、エル・テリブレ、エル・テハノ・ジュニア、ミステリオッソ・ジュニアを迎えてロス・イホ・デル・アベルノ（Los Hijos del Averno）へとユニット名を変更。12月7日、Domingos Arena Mexicoにてアベルノと組んでCMLL世界タッグ王座を保持するミスティコ & エクトール・ガルサに勝利してベルトを奪取。
2009年1月4日、新日本プロレスのレッスルキングダムIIIに出場するアベルノのセコンドとして来日。同月5日には2月15日に行われるCircuit 2009 New Japan ISMへの参戦が発表された。2月15日、新日本プロレスのCircuit 2009 New Japan ISMに出場。CMLL世界ウェルター級王座を保持するミスティコに挑戦。最後にラ・ミスティカを決められて敗戦するが日本の観客にアピールした。 5月27日、NWA世界ウェルター級王座を保持するラ・ソンブラに挑戦。勝利してベルトを奪取。
2011年3月、CMLL世界トリオ王座を保持するラ・ジェネレーション・ドラダ（ラ・マスカラ & ラ・ソンブラ & マスカラ・ドラダ）と抗争を展開。7月23日、CMLL on Televisaにてラ・ジェネレーション・ドラダに挑戦。終盤でアベルノとラ・マスカラの一騎討ちとなり、最後にカンパーナでギブアップを奪い勝利。ベルトを奪取。
2012年1月22日、日本で行われた新日本プロレス & CMLLの共催のイベントであるFantastica Mania 2012に参戦。中邑真輔率いるCHAOSと共闘。中邑 & オカダ・カズチカと組んでディアマンテ & 内藤哲也 & 棚橋弘至と対戦。最後にディアマンテへ雪崩式デーモンドライバーを決めて勝利。10月、アメリカンコミックのバットマンに登場するキャラクターであるベインを模したマスクを着用して活動。
2013年1月、日本で行われた新日本プロレス & CMLLの共催のイベントであるFantastica Mania 2013に参戦。同月18日、邪道 & 外道と組んでタイガーマスク & 獣神サンダー・ライガー & アトランティス と対戦。終盤にアトランティスからドロップキックで倒されるがアトランティスがコーナー最上段に登ったところへ体勢を入れ替え雪崩式デビルウィングスを決めて勝利。同月19日、OKUMURAと組んでディアマンテ & マスカラ・ドラダと対戦。コーナー2段目からパワーボムを狙うがドラダからフランケンシュタイナーで切り返され、コーナー最上段に乗せられるがドラダを捕まえると雪崩式デビルウィングスを決めて勝利した。 
2014年1月、日本で行われた新日本プロレス & CMLLの共催のイベントであるFantastica Mania 2014に参戦。同月17日、バンジェリスと組んでティタン & マスカラ・ドラダと対戦。終盤にコーナー上段へ登ったティタンへパワーボムを仕掛け、バンジェリスが場外にいるドラダに対しトペ・スイシーダを決めて吹き飛ばすと最後はデビルウィングスをティタンに決めて勝利。 同月18日、ミスティコとメキシカンナショナルライトヘビー級王座戦を賭けて対戦。終盤に延髄斬りを喰らい場外へ転落したところをシューティングスタープレスへと繋げられピンチになるがリング上でアームホイップを受けたところ切り返してデビルウィングスを決めて勝利し、王座を防衛した。 4月27日、Guerreros del Ringにて行われたReyes del Aire 2014トルネオ・シベルネティコに出場。メフィストと結託してアベルノをアシストするも勝利する事ができず、この試合を最後にアベルノはCMLLから退団した。
2015年1月、日本で行われた新日本プロレス & CMLLの共催のイベントであるFantastica Mania 2015に参戦。ストゥーカ・ジュニアとメキシカンナショナルライトヘビー級王座を巡って短期抗争を展開。同月15日、オカダ・カズチカと組んでストゥーカ・ジュニア & キャプテン・ニュージャパンと対戦。終盤に場外で控えているところへストゥーカ・ジュニアよりエル・トルピドを喰らってしまう。そしてリング上ではキャプテン vs オカダとなりキャプテンが地獄突きを繰り出すがオカダがカウンターのドロップキックからレッドインクを極めてギブアップさせ勝利。同月18日、ストゥーカ・ジュニアとメキシカンナショナルライトヘビー級王座戦を行う。試合前に高橋裕二郎がセコンドで登場し、BULLET CLUBにメンバー入りする事を発表。試合では掟破りのデーモンドライバーを喰らうが終盤にデーモンドライバー、雪崩式デーモンドライバーを連続で決めて勝利。王座を防衛した。2月3日、CadenaTresにてポルボラ & モルフォシス & オンブレ・シン・ノンブレ vs フエゴ & ペガッソ & トゥリトンの試合後、オンブレ・シン・ノンブレがバックステージにて新たなマスクを着用して登場するとルシフェルノを名乗りアベルノが退団してエフェストと2人で活動していた事から新たなパートナーである事を宣言してメンバー入り。ロス・イホ・デル・インフェルノ（Los Hijos del Infierno）を結成。8月9日、Titanes del Ringにてメキシカンナショナルトリオ王座を保持するロス・レイエス・デ・ラ・アトランティーダ（アトランティス & デルタ & ゲレーロ・マヤ・ジュニア）に挑戦。最後にアトランティスにデビルウィングスを決めて勝利。ベルトを奪取した。12月、LLE（Lucha Libre Elite）にてAAAからCMLLに移籍してきたシベルネティコ & シャーリー・ロックスターとロス・ヘルブラザーズ（Los Hell Brothers）なるユニットを結成。同月13日、CMLL Eliteにてシャーリーと組んでカリスティコ & ルーシュと対戦。カリスティコとの因縁の対決を行うがルーシュのルールを無視した破天荒なファイトに戸惑い、最後はラ・ミスティカを決められ敗戦した。
2016年1月、日本で行われた新日本プロレス & CMLLの共催のイベントであるFantastica Mania 2016に参戦。同月17日、中邑真輔と組んでボラドール・ジュニア & 田口隆祐と対戦。終盤にボラドール・ジュニアのウラカン・ラナを切り返してデビルウィングスを決め、コーナー最上段へ登るが回復したボラドール・ジュニアにより頭部へハイキックを喰らうと飛びつき雪崩式フランケンシュタイナーを決められ敗戦。同月22日、ウルティモ・ゲレーロと組んでミスティコ & ボラドール・ジュニアと対戦。序盤より両者のコルバタと場外での攻撃へ苦戦するが中盤より攻勢を逆転するとボラドール・ジュニアへマッスルバスター、デビルウィングスと畳みかけ、最後はゲレーロがミスティコへゲレーロスペシャルを決めて勝利。同月24日、NWA世界ヒストリックウェルター級王座を保持するボラドール・ジュニアに挑戦。終盤に雪崩式デビルウィングス、ボラドール・ジュニアはボラドール・スパイラルとお互いのフィニッシャーを決め合うも決着がつかず、最後にコーナーへ登ったところを頭部へハイキックを喰らうとスパニッシュ・フライを決められ敗戦。

## 得意技
- デーモンドライバー

ダブルアームフェイスバスター。雪崩式で放つ場合もある
- デビルウィングス

リフティング・ダブルアームフェイスバスター
- ボストンクラブ
- 外道クラッチ

## 獲得タイトル
CMLL
- CMLL世界ウェルター級王座 : 1回
- CMLL世界タッグチーム王座 : 3回

w / アベルノ
- CMLL世界トリオ王座 : 1回

w / アベルノ & エフェスト
- メキシカンナショナルライトヘビー級王座 : 1回
- メキシカンナショナルウェルター級王座 : 1回
- メキシカンナショナルトリオ王座 : 2回

w / ルシフェルノ & エフェスト
w / エル・サタニコ & アベルノ
- NWA世界ウェルター級王座 : 1回
- NWA世界ヒストリックウェルター級王座 : 1回